# Manasia
Manasia è un comune della Romania di 4 719 abitanti, ubicato nel distretto di Ialomița, nella regione storica della Muntenia.